# 篠原哲雄
篠原 哲雄（しのはら てつお、1962年2月9日 - ）は、日本の映画監督。

## 人物
東京都出身。弟は音楽プロデューサーの篠原廣人。桐蔭学園高等学校、明治大学法学部卒。専攻は法社会学、法文化論。 大学卒業後、助監督として森田芳光、金子修介、根岸吉太郎監督作品などに就く傍ら、自主制作も開始。
1989年に８ミリ『RUNNING HIGH』がPFF89特別賞を受賞。1993年に16ミリ『草の上の仕事』が神戸国際インディペンデント映画祭でグランプリ受賞。国内外の映画祭を経て劇場公開となる。山崎まさよしが主演した初長編『月とキャベツ』（96）がヒット。
2018年、『花戦さ』で第41回日本アカデミー賞優秀監督賞を受賞。

## 監督作品

### 映画

#### 自主制作
- 亀顔少年（1984年）[2]
- RUNNING HIGH（1989年）[2]
- お茶をつぐ（2020年）

#### 劇場公開
- 草の上の仕事（1993年）[2]
- 月とキャベツ（1996年、エースピクチャーズ、西友）
- 悪の華（1996年）
- 洗濯機は俺にまかせろ（1999年、ボノボ、スターボード）
- きみのためにできること（1999年、日活）
- はつ恋（2000年、東映）
- 死者の学園祭（2000年、東映）
- 張り込み（2001年、JRSS）[3]
- 女学生の友（2001年7月、BS-i、東宝）
- 命（2002年、命製作委員会（TBS、東映、小学館、TOKYO FM、朝日新聞））
- 木曜組曲（2002年、光和インターナショナル）
- けん玉（『Jam Films』内の一編・2002年）
- オー・ド・ヴィー（2002年、オー・ド・ヴィー製作委員会）
- 昭和歌謡大全集（2003年、光和インターナショナル、バンダイビジュアル）
- 天国の本屋〜恋火（2004年）
- 深呼吸の必要（2004年）
- Female【フィーメイル】 「桃」（2005年）
- 欲望（2005年、光和インターナショナル）
- 地下鉄に乗って（2006年）
- クリアネス（2008年2月16日公開 ゼアリズエンタープライズ／ドーガ堂）
- 山桜（2008年5月公開 東京テアトル）
- 真夏のオリオン（2009年6月13日公開）
- つむじ風食堂の夜（2009年11月21日公開）〜Cine Musicaシリーズ第7弾〜
- ラムネ（2010年5月29日公開）〜エイベックス・ニュースター・シネマコレクション Vol.2〜
- 恋の正しい方法は本にも設計図にも載っていない（2010年10月2日公開）〜ケータイ音楽ドラマ“DOR@MO”〜
- 小川の辺（2011年7月2日公開、原作：藤沢周平）
- スイートハート・チョコレート（日中合作、MZ Pictures、2013年11月8日中国公開、2016年日本公開）
- 種まく旅人 くにうみの郷（2015年5月30日公開、松竹）
- 起終点駅 ターミナル（2015年11月7日公開、東映）
- 花戦さ（2017年6月3日公開、東映）[4]
- プリンシパル〜恋する私はヒロインですか?〜（2018年3月3日公開、アニプレックス）[5]
- ばぁちゃんロード（2018年4月14日公開、アークエンタテインメント）
- 君から目が離せない Eyes On You（2019年1月25日公開、アトリエレオパード）
- 影踏み（2019年11月15日公開、東京テアトル）
- 癒しのこころみ〜自分を好きになる方法〜（2020年7月3日公開、イオンエンターテイメント）
- 犬部!（2021年7月22日公開、KADOKAWA）[6]
- お茶をつぐ・オムニバス映画「人生の着替えかた」（2022年）
- ハピネス（2024年5月17日公開）[7]
- 本を綴る（2024年10月5日公開）

### ワークショップ作品
- 紅幸 Benisachi （2006年）〜ニューシネマワークショップ作品〜
- OUT THE POOL（2007年3月10日公開）〜アプレワークショップ作品『+1(プラスワン）vol.1』〜
- 悪意（2008年10月11日公開）〜アプレワークショップ作品『+1(プラスワン）vol.2』〜
- 下校するにはまだ早い（2010年7月3日公開）〜アプレワークショップ作品『+1(プラスワン）vol.3』〜
- 深夜裁判（2012年4月21日公開）函館港イルミナシオン映画祭出品
- 柔らかい土（2012年4月21日公開）〜311仙台短篇映画祭映画制作プロジェクト作品『明日』〜
- 冬の楽園（2012年）〜エンブゼミ俳優コース卒業作品〜

## テレビ
- 恋、した。／オールドタウンで恋をして（1997年、テレビ東京、アミューズ）
- ふたりのアリス（1997年 フジテレビ、ROBOT）
- なっちゃん家 （1998年、テレビ朝日、アミューズ）
- 恋する日曜日（セカンドシリーズ）『すばらしい日々（前後編）』（2005年 BS-i）
- BUNGO -日本文学シネマ-『グッド・バイ』（2010年、TBS）
- 尋ね人（2012年11月3日、WOWOW）
- 黒い報告書 女と男の事件ファイルII「仮面」 第4の報告書「見つめる女」（2012年、BSジャパン）
- 陰陽師（2020年3月29日、テレビ朝日）
- アリスさんちの囲炉裏端（2025年、BS-TBS）

## オリジナルビデオ
- バカヤロー!V エッチで悪いか -天使たちのカタログ-（1993年）
- YOUNG & FINE（1994年、ツインズ）
- 歪んだ欲望 -Emotional Blue-（1995年、アルゴピクチャーズ）
- 本を贈る（2022年、ユーチューブドラマ）

## プロデュース作品

### 映画
- 風の中、転がる石（2016年10月28日公開）

## 出演

### 映画
- つむじ風食堂の夜（2009年11月21日公開）〜Cine Musicaシリーズ第7弾〜
- ラムネ（2010年5月29日公開）〜エイベックス・ニュースター・シネマコレクション Vol.2〜
- 君から目が離せない Eyes On You（2019年1月25日公開、アトリエレオパード） - 菅原 役
- 種をまく人（2019年11月30日公開、ヴィンセントフィルム）